# Didier Merchán
Didier Norberto Merchán Cardona (Líbano, 26 luglio 1999) è un ex ciclista su strada colombiano, professionista dal 2022 al 2023.

## Palmarès
- 2019 (Coldeportes Bicicletas Strongman, una vittoria)

10ª tappa Clásico RCN (Cali > Cerro Cristo Rey)
- 2020 (Colombia Tierra de Atletas-GW Bicicletas, una vittoria)

3ª tappa Vuelta al Tolima (San Sebastián de Mariquita > Fresno)
- 2021 (Colombia Tierra de Atletas-GW Bicicletas, due vittorie)

Giro del Medio Brenta
Classifica generale Vuelta a Antioquia
- 2022 (Drone Hopper-Androni Giocattoli, una vittoria)

8ª tappa Vuelta al Táchira (San Cristóbal > San Cristóbal)

### Altri successi
- 2020 (Colombia Tierra de Atletas-GW Bicicletas)

Classifica giovani Clásico RCN
- 2021 (Colombia Tierra de Atletas-GW Bicicletas)

Classifica scalatori Vuelta a Colombia Sub-23

## Piazzamenti

### Classiche monumento
- Milano-Sanremo

2022: ritirato